# Ташта (приток Черняя)
Ташта — река в России, протекает по Солтонскому району Алтайского края. Устье реки находится в 8 км по левому берегу реки Черняй. Длина реки составляет 14 км.

## Данные водного реестра
По данным государственного водного реестра России, относится к Верхнеобскому бассейновому округу, водохозяйственный участок реки — Бия, речной подбассейн реки — Бия и Катунь. Речной бассейн реки — Верхняя Обь до впадения Иртыша.